# Борисов, Борис Степанович
Борис Степанович Борисов (24 июля 1917, Бекетовка, Симбирская губерния — 25 апреля 1973, Барыш, Ульяновская область) — майор Советской Армии, участник Великой Отечественной войны, Герой Советского Союза (1943).

## Биография
Борис Борисов родился 24 июля 1917 года в селе Большая Бекетовка (ныне — Бекетовка в Вешкаймском районе Ульяновской области) в крестьянской семье. После окончания семи классов школы работал культмассовиком на фабрике. В июне 1940 года был призван на службу в Рабоче-крестьянскую Красную Армию. В 1941 году окончил Харьковское военно-политическое училище, в 1942 году — курсы «Выстрел». С июля 1942 года — на фронтах Великой Отечественной войны. В том же году вступил в ВКП(б). К сентябрю 1943 года гвардии капитан Борис Борисов командовал батальоном 184-го гвардейского стрелкового полка 62-й гвардейской стрелковой дивизии 37-й армии Степного фронта. Отличился во время битвы за Днепр.
28 сентября 1943 года батальон Борисова переправился через Днепр в районе села Мишурин Рог Верхнеднепровского район Днепропетровской области Украинской ССР и захватил плацдарм. В течение четырёх суток бойцы батальона отражали контратаки немецких войск, уничтожив 9 танков и большое количество живой силы противника.
Указом Президиума Верховного Совета СССР от 20 декабря 1943 года гвардии капитан Борис Борисов был удостоен высокого звания Героя Советского Союза с вручением ордена Ленина и медали «Золотая Звезда».
После окончания войны продолжил службу в Советской Армии. В 1955 году в звании майора Борисов был уволен в запас. Проживал в городе Барыш Ульяновской области, работал охотоведом Госохотинспекции.
В последние годы жизни жил в Ульяновске. Умер 25 апреля 1973 года, похоронен на Северном кладбище Ульяновска.
Был также награждён орденом Красной Звезды и рядом медалей.

## Память
У Обелиска «30 лет Победы», есть мемориальная доска с именем Героя.

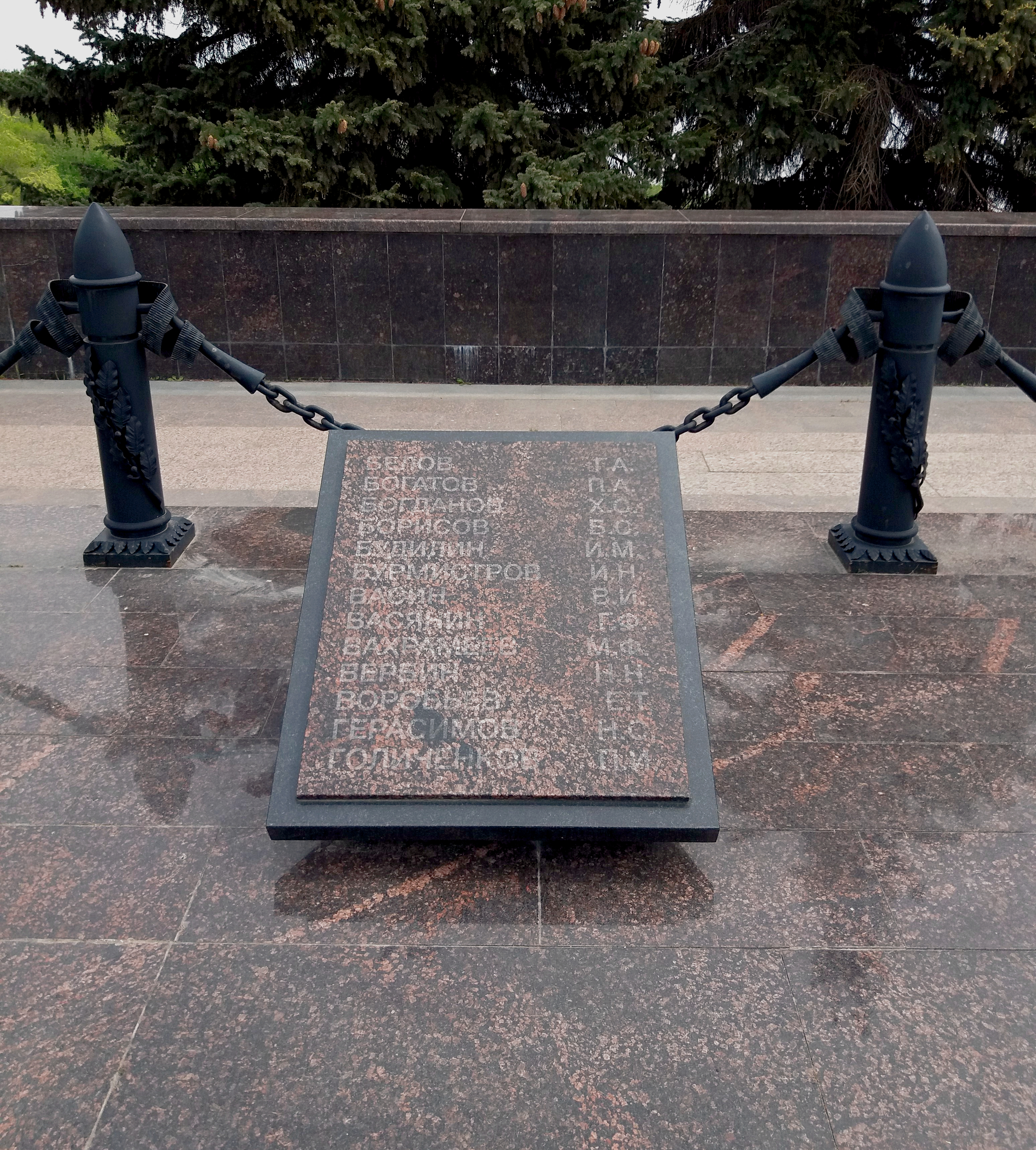
Мемориальная доска с именем Героя.